# Micronora
Micronora est le plus grand salon européen des microtechniques et de la précision. Créé en 1969, il a lieu tous les deux ans à Besançon, en Bourgogne-Franche-Comté, au parc des expositions de Micropolis. Il compte plus de 900 exposants, 15000 visiteurs professionnels, 9000 m² de stands sur 25 000 m² de surface d'exposition.

## Articles liés
- École nationale supérieure de mécanique et des microtechniques de Besançon
- Microtechniques
- Besançon